# Blue Stream
Blue Stream es un importante gasoducto del mar Negro que lleva gas natural desde Rusia a Turquía. El oleoducto ha sido construido por Blue Stream Pipeline BV con sede en Países Bajos, que es una empresa conjunta de la rusa Gazprom y la italiana Eni. The Blue Stream Pipeline BV es el propietario de la sección submarina de la tubería, incluyendo la estación de Arkhipo-Osipovka, mientras que Gazprom es propietaria y opera la sección terrestre en Rusia de la tubería, la sección terrestre turca es propiedad y operada por la compañía energética turca BOTAŞ. De acuerdo con Gazprom, el oleoducto fue construido con la intención de diversificar las rutas de distribución de gas de Rusia a Turquía y evitar los países terceros.

## Descripción

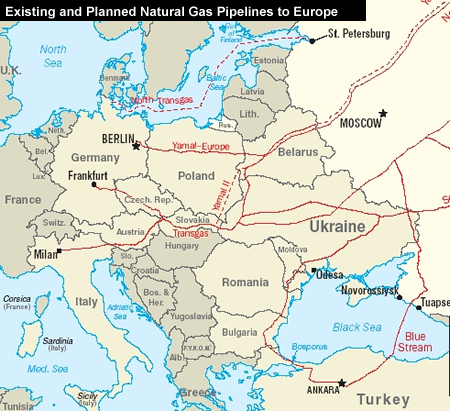
Los gasoducto existentes y previstos de Rusia a Europa.

Continuación del Blue Stream y del TurkStream via el Tesla Pipeline con la indicación de los países proveedores y los países atendidos.

En el 2010, se espera que Blue Stream esté funcionando a plena capacidad, entregando 16 mil millones de metros cúbicos de gas natural por año. La longitud total del gasoducto es de 1.213 kilómetros (754 millas). La sección terrestre Rusa es de 373 kilómetros (232 millas) de largo, la sección de mar es 396 kilómetros (246 millas) de largo. La sección terrestre de Turquía es de 444 kilómetros (276 millas) de largo hasta Ankara.
El costo total del gasoducto Blue Stream, es de 3,2 mil millones dólares, incluidos 1,7 mil millones dólares para su segmento submarino.

## Blue Stream 2
En el 2009, el primer ministro ruso Vladímir Putin propuso una línea paralela a Blue Stream 1 en el mar Negro, más allá de Samsun, a Ceyhan. El gas natural de Ceyhan, será transportado a Siria, Líbano, Israel y Chipre. La exportación a Israel, se llevará a cabo a través de la Ceyhan propuesta de oleoducto submarino de Ashkelon.
El proyecto Turkish Stream, lanzado en 2014, será un complemento al gasoducto Blue Stream y el Tesla Pipeline su continuación.